# یک داستان مصری
یک داستان مصری (عربی: حدوتة مصرية) فیلمی در ژانر درام به کارگردانی یوسف شاهین است که در سال ۱۹۸۲ منتشر شد. از بازیگران آن می‌توان به نور الشریف اشاره کرد.